# 호르헤 기예르모
호르헤 페레즈 이 기예르모(스페인어: Jorge Pérez y Guillermo, 1946년 8월 1일 ~ )는 1975년과 1996년 말 이혼 사이에 네덜란드 공주 크리스티나의 남편이었다. 그는 따라서 1980년과 1996년 사이에 베아트릭스 여왕의 제부가 되었다. 그는 또한 유명한 예술 수집가이기도 하다. 1996년 이후, 그는 일반적으로 불필요한 홍보를 피했다.